# HD 2039 b
HD 2039 b est une exoplanète orbitant autour de l'étoile HD 2039. 
Il s'agit de la centième exoplanète répertoriée dans l'Encyclopédie des planètes extrasolaires. En dépit de ce statut symbolique, elle a été peu médiatisée. 
Elle est identifiée le 1er juillet 2002 par une équipe de l'Anglo Australian Planet Search, grâce aux observations du télescope anglo-australien de Siding Spring. Les principales données de son existences sont détaillées dans un article de l'Astrophysical Journal d'avril 2003. L'article annonçait également la découverte de HD 30177 b, HD 73526 b et HD 76700 b.
HD 2039 b effectue sa révolution en un peu moins de quatre ans (environ 1 200 jours). Son excentricité orbitale est assez prononcée (environ 0,68). De fait, la distance qui la sépare de son étoile est très variable. De 2,2 UA en moyenne, elle descend jusqu'à 0,7 UA lors du périgée et s'élève jusqu'à 3,67 lors de l'apogée. Une bonne partie de sa trajectoire se situe dans la zone habitable de ce système planétaire.
Elle est presque cinq fois plus massive que Jupiter.